# Otter Highlands
Otter Highlands är en platå i Antarktis. Den ligger i Östantarktis. Argentina och Storbritannien gör anspråk på området.